# 高樹生
高 樹生（こう じゅせい、472年 - 526年）は、北魏の懐朔鎮の鮮卑族武人。本貫は渤海郡蓨県。高歓の父にあたる。

## 生涯
高謐と叔孫氏（陳留郡君）のあいだの長男として生まれた。柔然が北魏に侵攻し、孝文帝が懐朔鎮将の陽平王元頤に命じて柔然を迎撃させると、樹生は元頤により仮の鎮遠将軍・都将に任じられ、先頭に立って戦って功績を挙げた。六鎮の乱が起こると、525年（孝昌元年）に大都督に任じられてその鎮圧にあたった。526年（孝昌2年）、55歳で死去した。532年（太昌元年）、使持節・都督冀相滄瀛殷定六州諸軍事・大将軍・太師・録尚書事・冀州刺史の位を追贈され、勃海王に追封された。諡は文穆といった。永熙年間、仮黄鉞・侍中・都督中外諸軍事の位を加贈された。550年（天保元年）に孫の高洋が北斉を建てると、文穆皇帝と追尊された。

## 人物・逸話
- 高い官位を望まず、賞与を辞退したため、高雅な人物として論じられた。
- 居宅にたびたび赤光紫気があらわれる怪異があったが、樹生は「転居したところで良いことはない」と言って平然としていた。
- 音楽を好み、竹に弦糸を張って自ら楽しんでいた。

## 妻子

### 妻
- 韓期姫（勃海国太妃、文穆皇后）
- 趙氏（高琛と高宝の母、趙猛の姉）

### 男子
- 高歓
- 高琛
- 高宝

### 女子
- 高婁斤（常山郡君、高歓の姉、尉景の妻）
- 楽陵長公主（陽平郡君、南安郡君、高歓の妹、厙狄干の妻）

## 伝記史料
- 『魏書』巻32 列伝第20
- 『北斉書』巻1 帝紀第1
- 『北史』巻6 斉本紀第6
- 魏故使持節侍中太師仮黄鉞録尚書事都督冀相滄瀛殷定六州中外諸軍事大将軍冀州刺史勃海高王墓誌銘（高樹生墓誌）
- 魏故使持節侍中太師仮黄鉞録尚書事都督冀相滄瀛殷定六州中外諸軍事冀州刺史勃海高王妻韓太妃銘（韓期姫墓誌）
- 魏太保尉公妻故常山郡君墓誌銘（高婁斤墓誌）